# Jacob-Ferdinand Voet

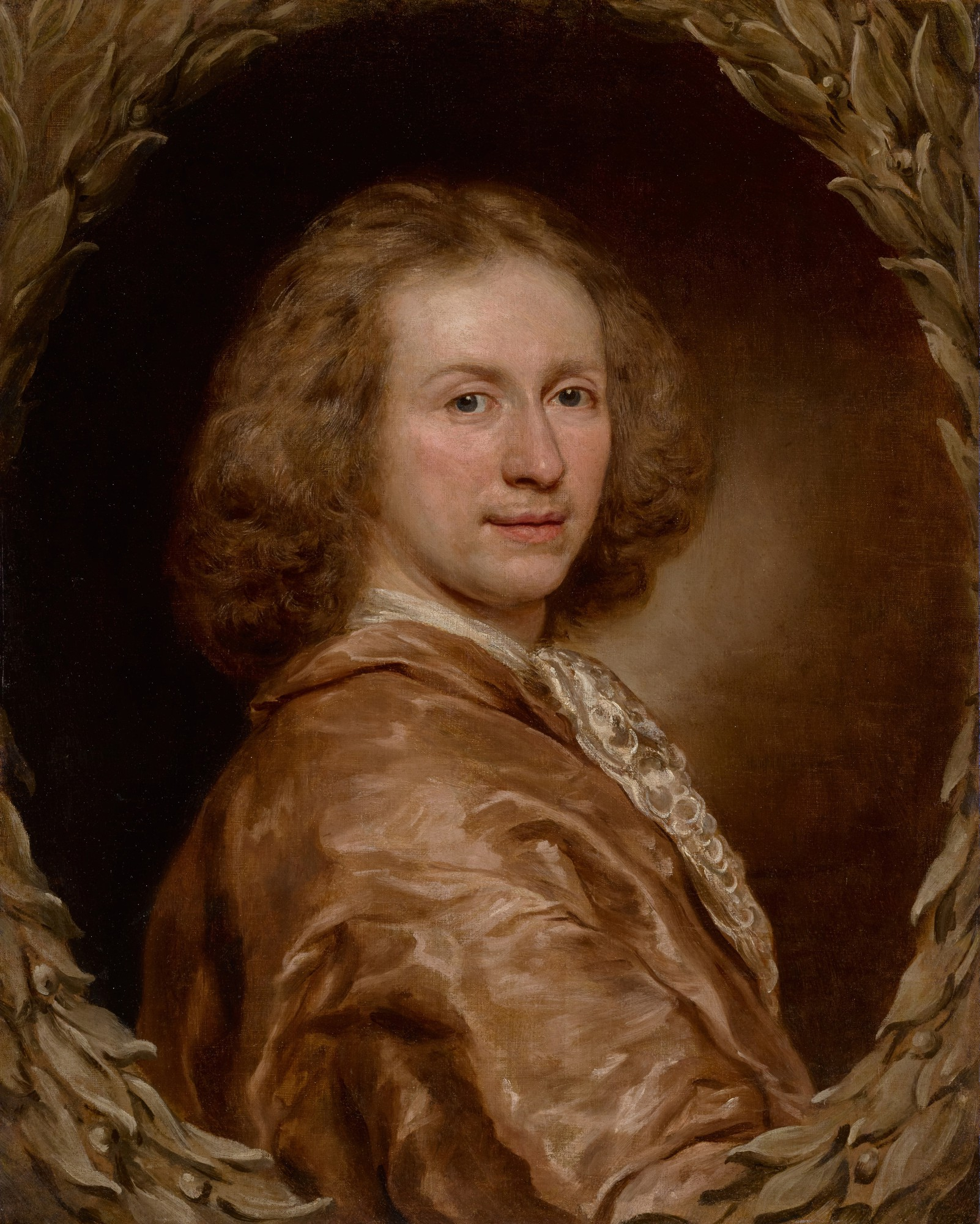
Autorretrato, 1681

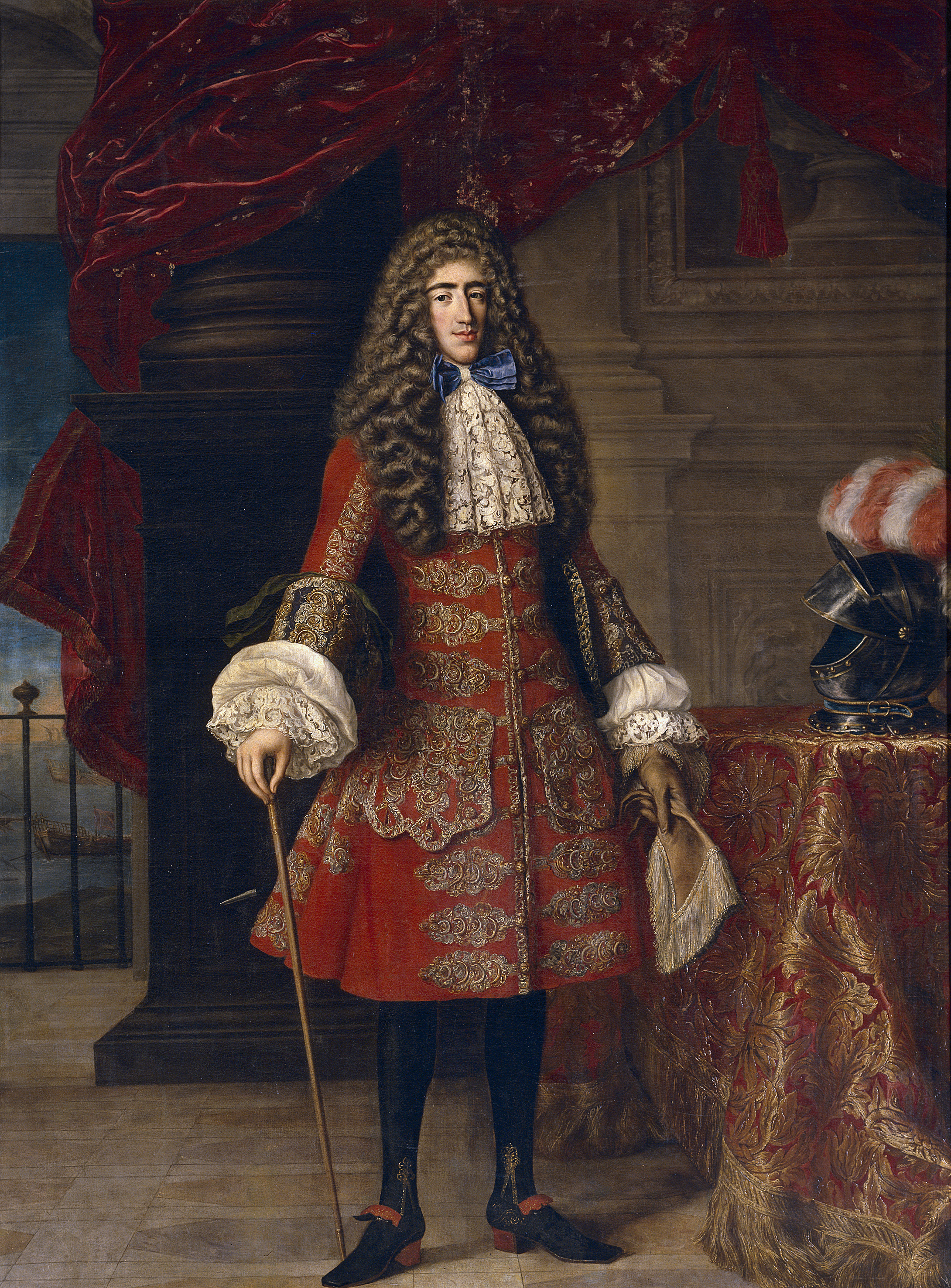
Luis Francisco de la Cerda, IX duque de Medinacelli, óleo sobre lienzo, 231 x 173 cm, Madrid, Museo del Prado.

Jacob-Ferdinand Voet (Amberes, 1639-París, 1689) fue un pintor barroco flamenco especializado en retratos.
Hijo del también pintor Elías Voet, no se tienen noticias de sus primeros años en Amberes. En 1663 se estableció en Roma con el grabador Cornelis Bloemaert. En la Ciudad Eterna se convirtió en un cotizado retratista, como demuestran sus numerosos retratos de cardenales y de otras personalidades de la corte papal, entre ellos algunos miembro de la familia Odescalchi. Retrató también a la reina Cristina de Suecia (Florencia, Galleria degli Uffizi) o al embajador de España ante la Santa Sede, Luis Francisco de la Cerda, IX duque de Medinaceli, conocido coleccionista de arte, cuyo retrato se conserva en el Museo del Prado.
Sin embargo, acusado de inmoralidad debido a algunos retratos de damas escotadas, fue desterrado por orden del papa Inocencio XI el 29 de enero de 1678. Todavía residió en Roma algún tiempo en 1679 y en 1680 antes de marchar para Milán. Residió luego en Florencia y en Turín. En 1684 viajó a Lyon y de allí a Amberes en compañía del paisajista holandés Jan van Bunnik antes de establecerse definitivamente en París, lo que debió de ocurrir en 1686 o poco antes. En París trabajó como pintor de la corte, especializándose en retratos de medio cuerpo, en los que concentraba toda la atención en el personaje, situado ante un fondo neutro. Buena muestra de esos retratos, refinados y veladamente sensuales, puede ser el de María Mancini como Cleopatra (Berlín, Staatliche Museen).   